# Anders Bardal
Anders Bardal (Levanger, 24 de agosto de 1982) es un deportista noruego que compitió en salto en esquí. 
Participó en tres Juegos Olímpicos de Invierno, entre los años 2002 y 2014, obteniendo dos medallas de bronce: en Vancouver 2010, en la prueba de trampolín grande por equipos (junto con Tom Hilde, Johan Remen Evensen y Anders Jacobsen), y en Sochi 2014, en el trampolín normal individual.
Ganó siete medallas en el Campeonato Mundial de Esquí Nórdico entre los años 2007 y 2015.

## Palmarés internacional
| Juegos Olímpicos   | Juegos Olímpicos          | Juegos Olímpicos  | Juegos Olímpicos |
| Año                | Lugar                     | Medalla           | Prueba           |
| ------------------ | ------------------------- | ----------------- | ---------------- |
| 2010               | Vancouver (Canadá)        | Medalla de bronce | TG por equipos   |
| 2014               | Sochi (Rusia)             | Medalla de bronce | TN individual    |
| Campeonato Mundial |                           |                   |                  |
| Año                | Lugar                     | Medalla           | Prueba           |
| 2007               | Sapporo (Japón)           | Medalla de plata  | TG por equipos   |
| 2009               | Liberec (República Checa) | Medalla de plata  | TG por equipos   |
| 2011               | Oslo (Noruega)            | Medalla de plata  | TN por equipos   |
| 2011               | Oslo (Noruega)            | Medalla de plata  | TG por equipos   |
| 2013               | Val di Fiemme (Italia)    | Medalla de oro    | TN individual    |
| 2015               | Falun (Suecia)            | Medalla de oro    | TG por equipos   |
| 2015               | Falun (Suecia)            | Medalla de plata  | TN equipo mixto  |